# ミッチ・マロイ
ミッチ・マロイ（Mitch Malloy、1964年8月24日 - ）は、アメリカ合衆国ノースダコタ州スターク郡ディッキンソン生まれのミュージシャン。2018年、グレイト・ホワイトに加入。
1992年にRCAレコードからソロ・デビューし、同作からは「Anything at All」（全米49位）、「Nobody Wins in This War」（全米66位）がシングル・ヒットした。1996年、ヴァン・ヘイレンのボーカリストサミー・ヘイガーがバンドを脱退した後、ヘイガーの後任候補としてリハーサルやデモ・テープ制作を行うが、最終的には元メンバーのデイヴィッド・リー・ロスが一時的に復帰する流れとなった。

## ディスコグラフィー

### Albums
- Mitch Malloy (1992年)
- Ceilings & Walls (1993年)
- Shine (2000年)
- The Best Of (2004年)
- Faith (2008年)
- Mitch Malloy II (2011年)
- Shine On (2012年)
- Making Noise (2016年)

## 参加作品
- Warren Hillのアルバム『Devotion』(1993年)の7曲目の「I Still Believe In Me」にデュオとして参加。
- 『A ROCK TRIBUTE TO GUNS N' ROSES』(2002年)の8曲目の「You Conld Be Mine」にボーカルとして参加。